# Markarfljót
Markarfljót – rzeka w południowej Islandii o długości 100 km i powierzchni dorzecza 1070 km² (inne źródła podają 1200 km²). Należy do największych rzek na wyspie.
Jej źródła znajdują się na wyżynach islandzkich. Powstaje na wysokości około 750 m n.p.m. z połączenia kilku strumieni wypływających z masywu górskiego Rauðafossafjöll oraz wzniesień otaczających dolinę Reykjadalir (częściowo w obszarze chronionym Fjallabak). Dalej płynie generalnie w kierunku południowym, choć zmienia co jakiś czas swój bieg, omijając kolejne masywy górskie (np. Laufafell). W górnym biegu przyjmuje liczne dopływy, wypływających z okolicznych pasm górskich. Wypływając z części wyżynnej pokonuje kanion Markarfljótsgljúfur o głębokości 200 m. Poniżej kanionu przyjmuje liczne rzeki i strumienie lodowcowe z topniejących lodowców Tindfjallajökull, Mýrdalsjökull i Eyjafjallajökull. Jedynym znaczącym dopływem w tej części jest rzeka Krossá.
Markarfljót niesie wiele osadów, które osadzają się w dolinie aluwialnej zwanej Markarfljótsaurar, ciągnącej się na długości około 20 km między wspomnianymi wcześniej masywami wulkanicznymi pokrytymi lodowcami. Na tym odcinku rzeka płynie w kierunku wschodnim tworząc liczne ramiona. Po minięciu masywu Eyjafjallajökull skręca na południe i uchodzi do Oceanu Atlantyckiego. Rozlewiska Markarfljót w ujściowym odcinku sprawiały wiele problemów dla przemieszczania się aż do lat 30. XX wieku, kiedy rozpoczęto jej stabilizowanie ją za pomocą systemu wałów. Wcześniej rzeka rozlewała się i nanosiła osady na ponaddwudziestokilometrowym odcinku równiny nadmorskiej, gdzie tworzyła liczne odnogi. Współcześnie istnieją jeszcze trzy odnogi Markarfljót: Álar, Affall i Þverá. Nad tak częściowo uregulowaną rzeką Markarfljót w 1934 roku postawiono most w ciągu drogi nr 1 około 10 km przed jej uściem.
Pod względem turystycznym najbardziej atrakcyjny jest kanion Markarfljótsgljúfur oraz obszar górski Þórsmörk między Markarfljót a jej dopływami wypływającymi z lodowca Mýrdalsjökull: Krossá i Þröngá. Rzeka Markarfljót staje się również popularna wśród miłośników raftingu.